# Elena Myers
Pour les articles homonymes, voir Myers.
Elena Myers, née le 21 novembre 1993 à Mountain View, en Californie, est la première femme pilote motocycliste à avoir remporté une victoire dans l'histoire du championnat américain de moto AMA Pro Racing. Elle a remporté la première course du quatrième round de la saison 2010 du championnat américain, qui se déroulait sur le circuit Infineon Raceway à proximité de San Francisco, dans le comté de Sonoma.
Le 26 août 2011, elle effectue quelques tours de piste au guidon d'une Suzuki, la GSV-R 800 cm3, attribuée à l'espagnol Alvaro Bautista pour la saison 2011/2012 du championnat du monde de pilotage vitesse MotoGP.
Agressée sexuellement par Jerome McNeill, un masseur de l'Hôtel Loews, après une course à Philadelphie en 2014, elle disparaît des circuits en 2015. En 2017, elle déclare qu'elle est prise d'angoisses qui sont incompatibles avec le métier de pilote de course et qu'elle a donc décidé de mettre un terme à sa carrière.